# Голубичная (посёлок станции)
Голубичная — поселок железнодорожной станции в Улётовском районе Забайкальского края России в составе городского поселения «Дровянинское».

## География
Находится в северо-восточной части района на правом берегу реки Ингода на расстоянии примерно 3 километров (по прямой)  на север от поселка Дровяная у железнодорожной ветки Лесная-Дровяная.

## Климат
Климат характеризуется как резко континентальный с продолжительной холодной малоснежной зимой, тёплым летом и большими перепадами сезонных и суточных температур. Среднегодовая температура воздуха составляет 1,5 — 2 °С. Средняя многолетняя температура самого холодного месяца (января) составляет −24 — −22 °С (абсолютный минимум — −44 °С), температура самого тёплого (июля) — 14 — 16 °С (абсолютный максимум — 38 °С). Среднегодовое количество осадков — 300—500 мм.
Часовой пояс
Поселок Голубичная находится в часовой зоне МСК+6. Смещение применяемого времени относительно UTC составляет +9:00.

## История
Официальная дата основания поселка 1900 год. Основан после передачи Татауровской лесной дачи Кабинета министров в ведение Забайкальской железной дороги для заготовки леса. По ходу истории поселок неоднократно менял названия: Гнилушка, Дровяная, Дружба (до 1982 года).

## Население
Постоянное население села составляло в 2002 году 381 человек (95% русские), в 2010  318 человек .

## Инфраструктура
Есть фельдшерско-акушерский пункт.